# Shuddh Desi Romance
Pour plus de détails, voir Fiche technique et Distribution.
Shuddh Desi Romance (शुद्ध देसी रोमांस) est une comédie romantique indienne écrite et réalisée par Maneesh Sharma et sortie en 2013. 

## Fiche technique
- Titre original : शुद्ध देसी रोमांस
- Titre français : Shuddh Desi Romance
- Réalisation : Maneesh Sharma
- Scénario : Jaideep Sahni
- Photographie : Manu Anand
- Montage : Namrata Rao
- Musique : Sachin Sanghvi, Jigar Saraiya
- Pays d'origine : Inde
- Langue originale : hindi
- Format : couleur
- Genre : comédie romantique
- Durée : 140 minutes
- Dates de sortie :
  - Koweit : 5 septembre 2013
  - Inde : 6 septembre 2013

## Distribution
- Sushant Singh Rajput : Raghu
- Parineeti Chopra : Gayatri
- Vaani Kapoor : Tara
- Rishi Kapoor : Goyal / Tauji
- Imtiaz Ahmad : Bride's Electrician Boy Friend
- Bhuvan Arora : Raghu's Friend 1
- Ankush Bali : Boy from Bride's Side 2
- Ramakant Dayama : Mamaji
- Aman Dhanwani : Little Boy
- Alex Gabriel : Tourist 2
- Mahesh Ginnilal : Bus Conductor
- Priyanka Jain : Tara's Friend 1
- Pratik Jaiswal : Raghu's Friend 3
- Jasbir Jassi : Paanwaala
- Banwari Jhol : Pandit
- Sharmila Joshi : Portly Lady in Last Wedding
- Anuja Kashyap : Gayatri's Friend
- Vishal Kunar : Boy from Bride's Side 1
- Megha Lalwaani : Little Girl
- Amit Mahoday : Raghu's Friend 2
- Nalneesh : Tara's Suitor
- Anuj Pandit : Raghu's Friend 4
- Mohit Parihar : Potato Peeler Boy
- Jitendra Parmar : Young Bandwala
- Manya Rawat : Tara's Friend 2
- Karnesh Sharma : Groom in Last Wedding
- Rajesh Sharma : Mausaji
- Tripti Sharma : Bride
- Hemchandra Tamhankar : Bandmaster
- Tarun Vyas : Gupta
- Craig Winkler : Tourist 1